# 이베이
이베이 주식회사(영어: eBay lnc.)는 미국 캘리포니아주 새너제이에 본사가 있는 다국적 전자 상거래 기업으로 이베이 웹사이트에서 소비자 대 소비자 그리고 비즈니스 대 소비자 판매를 중개하고 있다. 이베이는 1995년 피에르 오미디야르에 의하여 설립되어 닷컴 버블의 주목할 만한 성공적인 사례로 꼽히고 있으며, 전 세계에서 다양한 종류의 물건과 서비스를 일반 개인과 사업체가 사고파는 사이트 이베이 닷컴(eBay.com)을 운영하고 있다. 구매자는 무료로 이용할 수 있으나 판매자는 제한된 수의 무료 리스팅 이후에 초과 리스팅들에 대하여 또한 물건이 판매된 이후 최종 가격의 일정 비율에 대하여 수수료를 부담해야 한다.
원래의 경매 방식 판매 외에도 즉시 구매(Buy It Now) 형식의 판매, UPC·ISBN 그리고 재고 관리 코드 SKU에 의한 쇼핑이 가능한 하프(Half.com), 온라인 안내 광고에 의한 판매 형식의 키지지(Kijiji.ca)과 이베이 안내 광고(eBay Classifieds), 온라인 이벤트 티켓을 사고파는 스텁허브(StubHub.com) 그리고 다른 서비스를 포함하여 이베이 사이트는 다양하게 진화 그리고 확장되었다. 또한 이베이는 온라인 송금 서비스를 제공하는 페이팔(PayPal.com)을 2002~2015년 동안 자회사로 두고 있었다. 미국 시장에서 키지지는 2010년 이베이 안내 광고에 통합되었고, 하프 닷컴(Half.com)은 2017년 9월 운영을 중단하고 역시 이베이에 흡수되었다.
2017년 12월 31일 현재 이베이는 활성 가입자 즉, 지난 12개월 동안 이베이 시장 및 스텁허브 플랫폼에서 거래를 성공적으로 마감한 구매자 숫자 1억 7천만을 기록하였으며, 이베이 마켓플레이스의 전 세계 총 상품 판매액(GMV, en:Gross Merchandise Volume)은 884억 달러에 달했고, 이중 미국 시장에서의 총 상품 판매액은 363억 달러였다. 2018년 3월 31일 현재 이베이의 라이브 리스팅, 다시 말해 구입할 수 있는 온라인의 개별적인 상품 페이지 숫자는 모두 11억 개에 이르며, 2018년 1분기 총 상품 판매액의 62%가 모바일 기기에서 이루어졌고 역시 총 상품 판매액의 88%는 온라인 경매가 아닌 고정 가격 판매(Buy it Now) 형식에 의한 것이었다.

## 역사

### 이베이의 태동

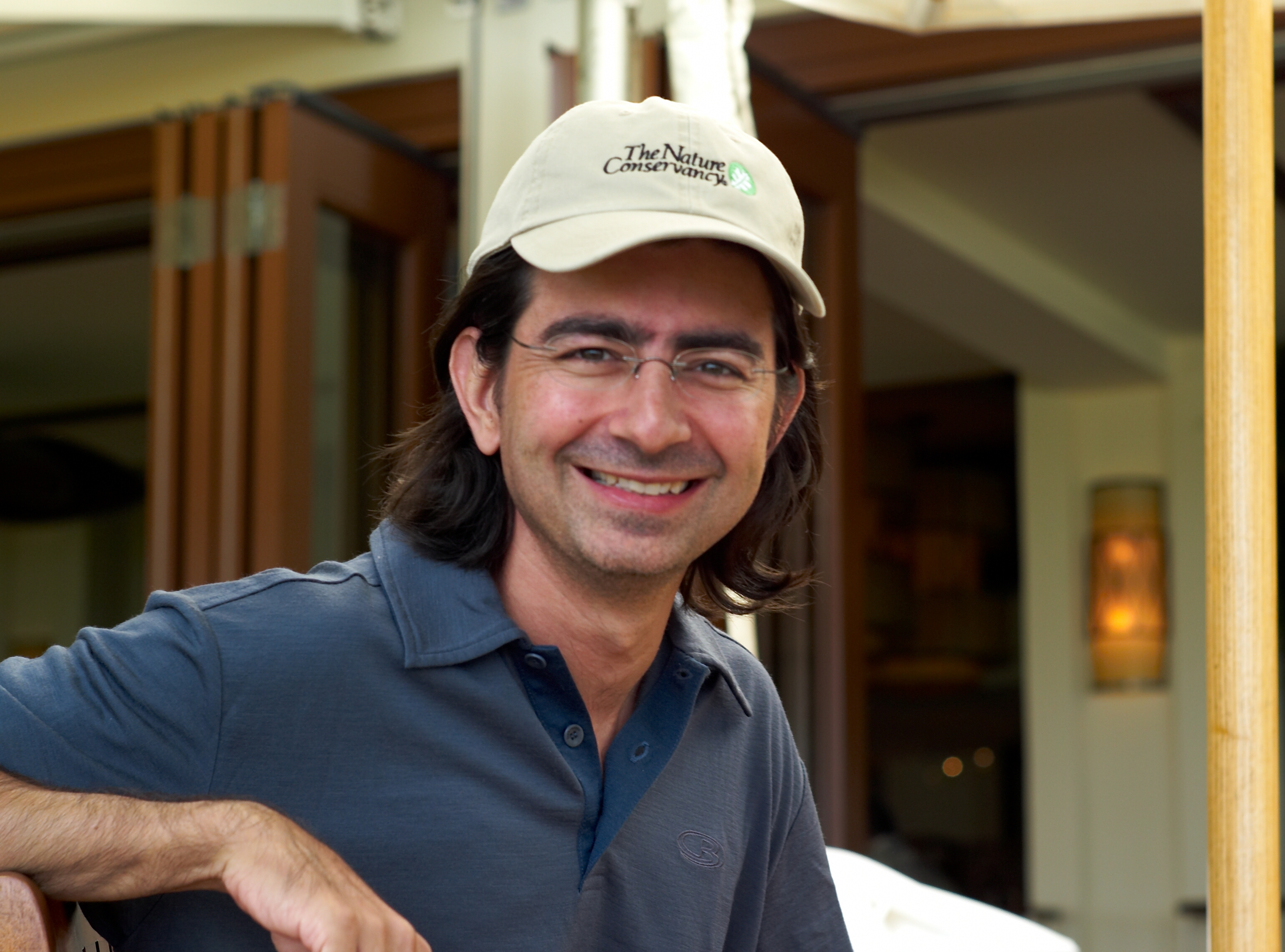
이베이 설립자 피에르 오미디아

이베이의 전신이라고 할 수 있는 옥션웹(AuctionWeb)은 1995년 9월 3일 캘리포니아에서 프랑스 태생의 이란계 미국인 컴퓨터 프로그래머 피에르 오미디아에 의하여 개인 사이트로서는 조금 큰 편으로 시작되었다. 옥션웹에서 판매된 첫 번째 물건들 중 하나는 망가진 레이저 포인터였고 팔린 가격은 14.83달러였다. 너무 높은 가격에 놀란 피에르 오미디야르는 입찰자와 접촉하여 레이저 포인터가 망가진 것을 알고 있었는지 물어보았다. 구입자는 이메일 답장에서 이렇게 설명하였다. "저는 망가진 레이저 포인터를 수집하는 사람입니다."
이베이는 오미디야르 약혼자의 페즈 캔디 수납통 수집을 돕기 위하여 만들어졌다는 흔히 반복되는 '동화 같은' 이야기가 있었는데, 이것은 '완벽한 시장'을 만들기 원했다는 회사 측의 이전 설명에 흥미가 없었던 미디어의 관심을 끌기 위하여, 1997년 당시 대외 홍보 매니저였던 메리 루 송이 꾸며낸 것이었다. 이것은 아담 코헨의 출판물 퍼펙트 스토어(The Perfect Store, 2002)에서 밝혀졌고 후에 이베이에 의해 확인되었다.
전하는 바에 따르면 인터넷 서비스 회사가 오미디야르의 웹사이트 트래픽이 너무 많기 때문에 비즈니스 계정으로 업그레이드할 필요가 있음을 알리기 전까지 이베이는 오미디야르의 단순한 취미에 지나지 않았다. 그 결과 비즈니스 계정 업그레이드는 한 달에 30달러에서 250달러로 지출이 증가하였으며, 이는 그가 이베이 사용자들에 수수료를 부과하는 동기가 되었는데 이에 대한 사용자들의 어떠한 반감도 없었다. 또한 이것은 수수료로 받는 많은 수표들을 처리하기 위해 이베이의 첫 번째 직원 크리스 아가파오를 고용하는 계기가 되었다.
1996년 초 제프리 스콜이 이베이의 첫 번째 새로운 사장으로 고용되었으며, 1996년 11월 이베이는 비행기 표와 다른 여행 상품을 판매하는 스마트마켓 테크놀로지를 사용하기 위해 일렉트로닉 트래블 옥션이라는 회사와 첫 번째 제3자 사용권 계약을 맺었다. 1997년 1월 이베이는 2백만 개의 경매 리스팅이 올라왔는데 이것은 1996년 한 해 동안의 25만 개와 비교하면, 회사의 발전은 경이적이었다.
1997년 9월 회사는 옥션웹에서 이베이로 그 서비스 이름을 공식으로 변경하였는데, 원래 사이트는 오미디야르의 컨설팅 회사인 에코 베이 테크놀로지 그룹에 속해 있었다. 오미디야르는 에코베이 닷컴(echobay.com)으로 도메인 이름을 정하려고 했으나 그 이름은 금광 회사인 에코 베이 광산에 의해 이미 등록되어 있었기 때문에 차선책으로 조금 그 이름을 줄여서 이베이 닷컴으로 하였다. 1997년 이베이는 벤처 자본 회사 벤치마크 캐피탈로부터 670만 달러의 투자를 받았으며, 1998년 3월 이사회에 의하여 메그 휘트먼이 이베이의 사장이자 CEO로 고용되었다. 당시 회사는 30명의 직원이 있었고 50만의 사용자와 470만 달러의 수익을 기록하고 있었다. 이베이는 1998년 9월 21일 기업공개를 하였으며, 오미디야르와 스콜은 모두 억만장자가 되었다. 이베이의 주당 목표 가격은 18 달러가 전부이었으나 거래 첫날 53.50 달러까지 치솟았다.

### 2000년대
이베이는 단순한 수집품을 넘어서 판매 가능한 거의 모든 물건들로 제품 분류를 확대함에 따라 비즈니스는 더욱 빠르게 성장하였다. 2002년 2월 이베이는 1998년에 세워진, 이베이와 비슷한 유럽의 경매 사이트 아이바자(iBazar)를 인수했고, 2002년 10월 3일 페이팔을 자회사로 편입하였다.
2008년 초까지 회사는 전 세계로 규모를 확장하였고 억 대의 등록 사용자와 직원 15,000명 그리고 77억 달러의 수익을 기록하였다. 이베이에서 거의 10년을 최고경영자로 일했던 메그 휘트먼은 이후 정치에 뛰어들기로 결정하였으며, 2008년 1월 23일 이베이는 휘트먼이 2008년 3월 31일 부로 사임하고 존 도나호가 회장 겸 CEO로 선출되었다고 발표하였다. 휘트먼은 2008년 말까지 이베이 이사회에 남아 신임 CEO 도나호에게 조언을 계속해주었다. 2009년 말 이베이는 스카이프(Skype)를 27.5억 달러에 팔아치웠지만 회사의 지분 30%는 계속 소유하기로 하였다.

### 2010년대
2012년 연방 법무부는 다른 실리콘밸리 기업들과 함께 이베이가 하이테크 우수인력 채용과 관련하여 서로의 직원을 채용하지 않고 이직을 막는 담합을 했다는 이유로 기소하였는데, 이들 기업들은 직원의 이직을 막으려는 시도 또는 기업 간 인력 확보 경쟁을 제한하는 담합을 앞으로 하지 않겠다고 서약하고 법무부와 합의하였다.
2014년 9월 30일 이베이는 페이팔을 독립된 회사로 분리할 것이라고 발표하였는데 이것은 9개월 전에 헤지 펀드 거물 칼 아이칸이 요구한 것이었다. 분리는 2015년 7월 18일 완료되었으며, 이베이의 전임 CEO 존 도나호는 사임하였다.
2018년 1월 31일 이베이는 페이팔을 대신하여 이베이의 주된 결제 서비스 제공자를 네덜란드의 신생 기업 아디옌으로 바꿀 것이라고 발표하였는데, 교체는 2021년까지 완료될 예정이며 2023년 7월까지 페이팔은 이베이에서의 지불 가능한 결제 수단으로 남아 있을 것이라고 하였다.

## 기업 정황

### 로고
2012년 9월 이베이는 새로운 로고를 선보였는데, 조금 가느다란 형태의 변형된 유니버스 글꼴을 사용한 것이었으며 뉴욕의 디자인 회사 리핀코트(en:Lippincott)가 도안한 것이었다. 이 새로운 로고는 1995년 설립된 이후 사용하였던 조금 두터운 유니버스 글꼴의 로고를 대치하였다.

1995~2012년
2012년 9월~현재

데빈 위니그(en:Devin Wenig) 이베이 회장 겸 CEO는 2012년 9월 새로운 로고를 발표하면서 새로운 로고는 이베이의 자랑스러운 역사에 뿌리를 두고 있으며 역동적인 미래를 반영한다고 설명하였다. 그는 또한 1995년 9월 이베이는 파손된 레이저 포인터를 원했던 구매자와 판매자를 연결함으로써 시작되었으며 오늘날 이베이는 구매자와 판매자를 언제 어디서나 그들이 필요로 하고 사랑하는 것들로 연결시키는 것에 여전히 중점을 두고 있다고 강조하였다.

### 이익과 거래
이베이는 판매자가 상품에 대한 리스팅을 올리는 경우 리스팅 수수료(insertion fee) 그리고 팔렸을 때 물건 가격에 따른 최종 가치 수수료(final value fee) 등 서비스에 대한 수수료를 부과하는 시스템으로 수익을 발생시킨다. 수수료는 물건의 최종 가격, 리스팅의 형식 그리고 물건을 올릴 때 선택한 제품 분류 즉, 카테고리에 따라서 달라지며 또한 리스팅을 올릴 때 별도의 추가 업그레이드 옵션을 선택한 경우 또는 이베이가 정한 판매자 성과 기준에 부합되는지 여부에 따라서도 달라진다.
2018년 6월 현재 이베이 닷컴은 매달 50개까지의 무료 리스팅을 올릴 수 있으며 이 숫자를 초과한 경우는 리스팅을 올릴 때마다 별도의 0.35 달러 수수료가 있다. 리스팅 시작 수수료는 경매 스타일의 경우 물건이 팔리면 그 수수료를 다시 크레딧 형태로 돌려받을 수 있으나 고정 가격 판매의 경우에는 다시 돌려받을 수 없다. 물건이 팔린 후 최종 가치 수수료는 물건 가격에 배송료를 더한 총 판매 가격의 10%이고 최종 가치 수수료 상한이 있어서 하나의 물건당 최대 750 달러까지이다. 최종 가치 수수료는 리스팅을 올릴 때 선택한 제품 분류 즉, 카테고리에 따라서도 각기 다를 수 있다. 별도의 수수료를 내고 이베이 스토어를 여는 경우, 최종 가치 수수료는 할인받을 수 있으며 또한 매달 올릴 수 있는 무료 리스팅 숫자도 늘어난다.
이베이 영국 사이트의 경우 매달 20개까지는 리스팅을 무료로 올릴 수 있으나 이후 하나를 올릴 때마다 0.35 파운드의 시작 수수료가 있는데 최종 가치 수수료는 최종 판매 가격의 10%이며 최종 가치 수수료 상한제를 두어서 하나의 물건 당 최대 250 파운드까지이다. 비즈니스 등록 판매자의 경우에는 최종 가치 수수료를 경감받을 수 있다.
2018년 이전의 미국 법에 따르면 주 정부는 주 외부에 있는 판매자에게 주 판매세 징수를 요구할 수 없으므로 구매자에게는 판매세를 내지 않을 수 있는 이베이에서의 타주 판매자 물건 구매가 더 매력적일 수 있었고, 일부 주의 법률은 해당 주의 구매자가 주 경계를 벗어난 지역에서의 물건 구매에 대하여 사용세를 지불하도록 요구하고 있지만 실제로는 널리 이루어지고 있지는 않았으며, 또한 비즈니스로 운영하는 판매자의 경우에만 이베이 거래에 대하여 주 판매세 규정을 준수해야 했었다. 그러나 2018년 6월 미국 연방 대법원은 주 정부가 주내 사업장을 두고 있지 않은 온라인 업체에게도 판매세를 징수할 수 있다고 결정함으로써 이전까지 이베이같은 온라인 소매업체들이 누리던 가격 경쟁의 우위는 사라지게 되었다. 현재 주 판매세(State Sales Tax)가 없는 지역을 제외하고 미국내 구매자는 모든 거래에 판매세를 내야 하며 이것은 최종 제품 가격에 포함되어 있다.
유럽 연합의 판매세인 부가가치세의 경우에 이베이는 판매자에게 부가세를 단지 별도의 옵션이 아닌 그들의 리스팅 가격에 이미 포함시킬 것을 요구하고 있으므로 이베이로서는 물건이 팔린 후 최종 가치 수수료를 청구할 때 물건 판매 가격에 더해 이미 부가세까지 포함되어 있으므로 수익을 내기에 더 유리한 조건이라고 할 수 있다. 이것은 이베이가 최종 가치 수수료 산정의 기준에 모든 배송료를 포함시키는 것과도 유사하다.
세계 시장으로 진출하는 것은 이베이의 사업 전략 중의 하나였다. 이베이는 중국과 인도를 포함하여 이미 24개 국가 이상으로 확장하였지만, 세계 시장으로의 진출 전략은 대만과, 야후가 이미 선제적 위치를 차지하고 있었던 일본 그리고 트레이드 미(en:Trade Me)라는 지배적인 온라인 경매 사이트가 있는 뉴질랜드에서 실패하였다. 이베이는 또한 중국에서도 타오바오라는 현지 경쟁 사이트와의 대결에서 참패하였다. 이베이는 2002년 중국 시장에 진출하였지만 2007년에 중국 이베이 사이트를 문 닫아야 했다. 인도에서도 마찬가지로 인도 지사를 인도의 가장 큰 전자상거래 회사 플립카트에 매각한 이후 인도 이베이 운영은 중지되었으며 후에 그 회사의 14억 달러 자금 모집에 이베이는 참여하였다.
2008년 1분기 실적에서 이베이에서의 페이팔을 통한 총 지불 금액은 17% 증가했지만, 페이팔은 eBay 경매 사이트를 제외하면 61%의 증가를 보여주었는데 이것은 페이팔의 커다란 잠재력을 보여준 것이었다. 대부분의 제품 분류 리스팅에서 이베이 판매자는 에스크로 닷컴(en:Escrow.com), 페이팔, 페이메이트(Paymate), 프로페이(Propay) 및 스크릴(Skrill)과 같은 다양한 지불 시스템을 제공할 수 있는데, 프로페이와 스크릴은 사용 빈도가 적어서 2015년 9월 27일부터 중지되었다. 에스크로 닷컴은 이베이의 승인된 에스크로 사이트이며 이는 주로 이베이 자동차 카테고리에서의 매매와 관련되어 이용되고 있으나 항상 이러한 자동차 매매에 국한되지는 않는다.
이베이는 이베이 파트너 네트워크라는 이름으로 제휴 프로그램을 운영하고 있다. 이베이 제휴 마케팅 파트너는 물건 거래가 완료된 후 이베이 판매자가 지불해야 하는 거래 수수료의 일정 퍼센트 약 50~75%까지의 수수료에 해당하는 금액을 알선 중개료 즉 커미션으로 원래 지급받았는데, 2009년 10월 이베이는 제휴 프로그램의 지급 시스템을 퀄리티 클릭 프라이싱(Quality Click Pricing)이라는 이름으로 바꾸었다. 제휴 파트너는 공개되지 않은 알고리듬에 의하여 결정된 금액을 커미션으로 받게 되었는데, 전체 지급 금액은 어닝스 퍼 클릭(Earnings Per Click) 또는 EPC라는 이름으로 알려진, 제휴 파트너가 이베이로 보낸 클릭 숫자에 의해 몫을 나누게 되었다. 2013년 10월 파트너 네트워크 프로그램은 새로운 지급 모델을 선보였는데 새로운 모델은 지급 방식이 보다 투명해졌으며 신규 및 재구매하는 구입자를 대상으로 보너스와 함께 카테고리 별 기본 커미션 요율을 기반으로 한다.
2018년 4월 25일 이베이는 1분기 매출이 작년 동기간 대비 12% 증가한 25.8억 달러라고 발표하였으며 총 상품 거래액은 236억 달러, 순 수익은 4.07억 달러로 또한 공개하였다.

## 국제 서비스
원래의 미국 웹사이트뿐 아니라, 이베이는 다른 여러 나라의 경매 웹사이트도 운영하고 있다.
| 나라/지역              | 웹사이트                                                              | 언어                 | 시작일           |
| ---------------------- | --------------------------------------------------------------------- | -------------------- | ---------------- |
| 아르헨티나             | http://www.mercadolibre.com.ar/                                       | 스페인어             | 1999년 8월 2일   |
| 호주                   | https://web.archive.org/web/20071122224308/http://www.ebay.com.au/    | 영어                 | 1999년 10월      |
| 오스트리아             | http://www.ebay.at/                                                   | 독일어               | 2000년 12월 18일 |
| 벨기에                 | https://web.archive.org/web/20071210004907/http://www.ebay.be/        | 네덜란드어, 프랑스어 | 알 수 없음       |
| 브라질                 | http://www.mercadolivre.com.br/                                       | 포르투갈어           | 알 수 없음       |
| 캐나다                 | https://web.archive.org/web/20071123122134/http://www.ebay.ca/        | 영어, 프랑스어       | 2000년 4월       |
| 중국                   | https://web.archive.org/web/20070711053119/http://www.ebay.com.cn/    | 중국어               | 알 수 없음       |
| 프랑스                 | https://web.archive.org/web/20071222050205/http://www.ebay.fr/        | 프랑스어             | 2000년 10월 5일  |
| 독일                   | http://www.ebay.de/                                                   | 독일어               | 1999년 6월       |
| 홍콩                   | https://web.archive.org/web/20071123220514/http://www.ebay.com.hk/    | 중국어, 영어         | 2003년 12월 21일 |
| 인도                   | https://web.archive.org/web/20071126163919/http://www.ebay.in/        | 영어                 | 알 수 없음       |
| 아일랜드               | https://web.archive.org/web/20071127012353/http://www.ebay.ie/        | 영어                 | 2001년 3월 29일  |
| 이스라엘               | http://www.ebay.co.il/                                                | 히브리어             | 알 수 없음       |
| 이탈리아               | https://web.archive.org/web/20071128123721/http://www.ebay.it/        | 이탈리아어           | 2001년 1월 15일  |
| 말레이시아             | https://web.archive.org/web/20071128040348/http://www.ebay.com.my/    | 영어                 | 2004년 12월 1일  |
| 멕시코                 | https://mx.ebay.com/                                                  | 영어                 | 알 수 없음       |
| 네덜란드               | https://web.archive.org/web/20071204142536/http://www.ebay.nl/        | 네덜란드어           | 알 수 없음       |
| 필리핀                 | https://web.archive.org/web/20071127140454/http://www.ebay.ph/        | 영어                 | 2004년 11월 16일 |
| 폴란드                 | http://www.ebay.pl/                                                   | 폴란드어             | 2005년 4월 22일  |
| 싱가포르               | https://web.archive.org/web/20071128053024/http://www.ebay.com.sg/    | 영어                 | 2001년 10월 24일 |
| 대한민국(옥션, 지마켓) | https://web.archive.org/web/20180323100041/http://ebay.gmarket.co.kr/ | 한국어               | 2001년 2월 15일  |
| 스페인                 | http://www.ebay.es/                                                   | 스페인어             | 2002년 1월 8일   |
| 스웨덴                 | https://web.archive.org/web/20071127032613/http://www.tradera.com/    | 스웨덴어             | 알 수 없음       |
| 스위스                 | http://www.ebay.ch/                                                   | 독일어, 프랑스어     | 2001년 3월 29일  |
| 터키                   | http://www.gittigidiyor.com/ 보관됨 2010-03-07 - 웨이백 머신          | 튀르키예어           | 2007년 5월 3일   |
| 영국                   | http://www.ebay.co.uk/                                                | 영어                 | 1999년 10월      |
| 미국                   | http://www.ebay.com/                                                  | 영어                 | 1995년 9월 3일   |
| 베트남                 | http://www.ebay.vn/                                                   | 베트남어, 영어       | 2007년 6월 27일  |
| 일본 (QOO 10)          | https://www.ebay.co.jp/                                               | 일본어               | 2010년 6월       |
| 대만                   | https://www.ebay.com.tw/                                              | 중국어               |                  |
| 태국                   | https://sellercenter.ebay.co.th/ 보관됨 2019-04-16 - 웨이백 머신      | 태국어, 영어         |                  |

유일하게 확장에 실패한 장소는 타이완, 일본, 뉴질랜드이다. 타이완, 일본의 경우 야후가 먼저 인터넷 경매 시장을 차지하였으며, 뉴질랜드의 경우 페어팩스 미디어 사의 트레이드미가 경매 웹사이트의 운영을 먼저 시작했기 때문이다.
대한민국의 경우, 2001년 2월 15일 본래 국내자본이었던 옥션의 최대 주주가 되었으나, 이베이 브랜드를 진출시키지 않고 "옥션"을 그대로 운영하고 있다.
2009년 4월 이베이는 인터파크로부터 G마켓을 인수하였다.

## 이베이코리아
한국의 오픈마켓 시장은 G마켓, 옥션 이 세 곳의 사실상 독점 구조로 이루어져 있었다. 이베이는 한국 최초의 인터넷 경매 전문 사이트인 옥션과 G마켓을 각각 지난 2001년과 2009년에 인수하고 2011년 이베이 코리아를 출범시켰다. G마켓, 옥션, G9, CBT 등 저마다의 강점을 지닌 브랜드를 바탕으로 한국 오픈마켓 시장의 선두를 달리고 있다. 이베이 코리아는 한국대학신문과 각 대학 리서치 자료 등을 통해 결정된 5년 연속 ‘2015 일하기 좋은 기업’ 대상을 수상했다.
2021년 6월 24일 신세계그룹이 이베이코리아를 인수하였다.

### G마켓
2000년 4월 첫 선을 보인 G마켓은 업계 최초 연간 거래 액 4조 억 돌파, 월 거래 액 3천억 원을 달성하는 놀라운 성장세를 기록하며 한국 온라인쇼핑 No.1 브랜드 로서의 위치를 확고히 다졌다. 2014년 오픈 마켓 시장 점유율 35% 정도에 시장 거래액 6조에 이르는 이베이 코리아 소속의 'G마켓'은 오픈 마켓 시장의 최강자다. 그리고 2015년의 인터넷 쇼핑 시장 규모는 45조에 이르고 이 중 모바일 시장 규모는 전년 대비 70% 이상이 증가한 20조 이상에 이를 것으로 예상한다. 업계를 선도하는 기업답게 후원쇼핑, 청년봉사단 ‘GLOVE’ 등 다양한 사회공헌 활동을 적극적으로 진행하고 있다. 또한 이번 '모바일어워드코리아 2015'에서 유통 및 상거래 분야 오픈마켓 부문에서 대상을 수상하였다.

#### G9
2013년, 이베이코리아가 G마켓의 새로운 큐레이션 커머스 사이트인 ‘G9’을 업계 최초로 공개했다. 매일 오전 9시 15개, 오후 6시 12개씩 공개되는‘G9 투데이’ 상품을 포함해 하루에 오직 150여 개의 상품만을 고객에게 선보이며, 미술관의 큐레이터가 좋은 작품을 엄선해 전시하듯 쇼핑 큐레이터가 독특하고 트렌디한 아이템을 선별하여 판매하는 방식이다.
G9의 가장 큰 특징은 모바일 쇼핑에 익숙한 2534 세대가 출퇴근길에 필요한 상품을 바로 구매할 수 있도록 했는데 특히 매일 오전 9시와 오후 5시마다 새로운 상품을 안내한다. 또 주말에는 즉석에서 사용할 수 있는 e쿠폰 중심으로 구성해 할인가에 판매한다. 이처럼 소비자들에게 각 상품 담당자가 엄선한 상품만을 추천해주는 큐레이션 커머스가 인기를 끌면서 식품, 화장품 등 다양한 상품들이 단시간 안에 매진되었고, 특히 e쿠폰 영역은 매출의 가장 많은 비중을 차지하는 등 업계에서 입지를 굳히고 있다.

### 옥션
2001년 이베이가 인수한 옥션은 1998년 경매 사이트로 출발 한 이래 누구나 자유롭게 물건을 사고 팔수 있는 온라인 마켓플레이스(오픈마켓) 모델을 한국 최초로 도입하였다. 업계 최초로 가입자 1천만 명, 연간거래액 1조 원을 돌파한 옥션은 재래시장 상인부터 중소기업에 이르기까지 다양한 판매자의 상품을 합리적인 가격에 구입할 수 있는 온라인 장을 제공 해 왔다. 옥션은 착한 소비문화 조장 및 건전한 기업문화 육성을 위해 ‘옥션 나눔패밀리’, ‘바이굿스토어’, '나눔 박스' 등 다양한 방면에서 적극적인 행보를 보이고 있다. 이베이코리아는 지난 2003년 한국 최초 오픈마켓 옥션 판매 방법을 강의하는 ‘온라인 판매교육’으로 시작해 오픈마켓 창업교육, 이베이 활용 수출 강좌 등 온라인 창업 희망자들을 위한 판매자 교육 또한 지속적으로 실시하고 있다.

### 이베이 CBT
이베이코리아의 CBT(Cross Border Trade) 플랫폼은 '국경 간 거래'를 의미하며, 한국 판매자가 자유롭게 해외 판매를 할 수 있도록 인프라를 구축해주며, 전 세계 5대륙 40여 개국에서 사용되고 있다.
이베이 코리아는 판매자에게 한국 온라인 시장에서 벗어나 빠르게 성장하고 있는 해외 온라인 시장의 진출을 위해 인프라를 구축하고 확대하고 있다. 글로벌 경쟁력을 갖춘 한국 상품(Made In Korea) 들이 해외 구매자들에게 인기를 끌고 있는 동시에 온라인 전자결제수단인 페이팔(PayPal) 과 ePantos, ePostg 등 우편 운송수단의 제공을 통해 해외 온라인 시장 진입장벽을 낮추고 있다.
현재 한국에서 이베이 플랫폼을 활용하여 상품을 판매하고 있는 판매자는 약 6000명 정도로 집계되며 매년 높은 성장을 거듭하고 있다. 이베이 코리아가 제공하는 플랫폼을 통해 2015년 기준으로 한류상품부터 전자제품, 화장품, 패션에 이르기까지 전세계로 다양한 한국의 상품들이 판매되고 있다
이베이 코리아는 지속적인 판매자의 유입을 위해 해외판매를 위한 이베이 교육센터를 운영하고 있다. 이 교육은 온라인, 오프라인에서 제공되고 있다. 또한 이베이 코리아는 현재 이베이 플랫폼을 통해서 해외판매 역량을 발휘할 수 있는 '이베이 수출스타'(온라인 판매 경영대회)를 진행하고 있다. 온라인 판매 경험이 없는 참가자들도 이베이에서 제공하는 교육과 멘토링을 통해 직접 판매를 경험함으로써 해외 온라인 시장에 대해 이해를 돕고 있다.
현재 이베이 코리아는 899명의 사원(2013년 기준)과 6622억(2013년 기준)의 매출을 달성하고 있다. 이베이 코리아는 현재 서울시 강남구 역삼동 강남파이낸스센터에 위치하고 있다.

## 같이 보기
- 온라인 경매
- G마켓
- 알리바바 그룹
- 타오바오
- 옥션